# アエロフロート機ネヴァ川不時着水事故
アエロフロート機ネヴァ川不時着水事故（アエロフロートきネヴァかわふじちゃくすいじこ）は1963年に当時のソビエト連邦で発生した航空事故である。乗員乗客に死傷者は発生しなかった。

## 事故の概要
1963年8月21日、アエロフロート・ソ連航空所属のTu-124（ソ連製双発ジェット機、機体記号:CCCP-45021、366便）は、エストニアのタリンからモスクワへ向けて午前8時55分に離陸した。当機には乗員7名と乗客45名が搭乗していた。
離陸直後、機長（当時27歳）は前脚が完全に引っ込んでいないことに気付いた。出発した飛行場であるタリンは霧のため、航空管制は低高度でレニングラード（現在のサンクトペテルブルク）へダイバートするよう指示した。
午前10時にレニングラード上空に到着した。同機は不時着時の火災の危険性を低減するために高度1,650フィート（およそ500メートル）で周回飛行し、燃料を消費しようとした。またレニングラードのプルコヴォ空港でも緊急着陸に備え準備していた。周回飛行は1周に約15分かかり、これを繰り返す間に乗員らは機内の衣装クローゼットから長い棒を取り外し、この棒で前輪を突くなどしてロック位置にしようと試みたが、うまくいかなかった。
午後12時10分に8回目の周回飛行を開始したが、空港まであと13マイルの地点で燃料切れのために第1エンジンが停止、もう一つのエンジンもほどなく停止した。丁度、聖イサアク大聖堂の上空を飛行していたときであった。コックピットクルーは最後の望みとして市内を流れる川幅300メートルのネヴァ川に不時着水することを決断した。
目撃者によれば事故機はネヴァ川上流に向かって飛行しながら降下し、リチェイニ橋の上空を高度300フィート以下で通り過ぎ、旋回後、ピョートル大帝橋を、その鉄骨構造の上空30メートル以下を通過、最後に当時まだ建設中であったアレクサンドル・ネフスキー橋の先に着水し、川面にいた1898年製の蒸気タグボートにあやうく衝突するところで止まった。
タグボートの船長は、事故機のフロントガラスを破って操縦輪にケーブルを縛り付け、事故機を川岸まで曳航した。事故機は浸水しはじめていたが、曳航されている間乗客は客室に留まっていた。その後、乗客と乗員は屋根のアクセス用ハッチから脱出した。（ロシア語版の写真を参照。）

## 事故原因
事故後35年以上が経過した1990年代後半にロシアのテレビ番組に出演した当時の副操縦士は、前輪を出すのに夢中になってしまい、プルコヴォ空港に着陸するための燃料に関してこれをすっかり忘れてしまった、と語った。

## 引用および外部リンク
- "Soviet Transports" series, also Ditch or crash-land? B.W. Townshend, 1965年 (pp 47-49)
- Accident description at Aviation Safety Network site
- ロシア語版Wikipediaに掲載されている事故機の画像 - ネヴァ川に着水後、川岸まで曳航された機体の様子が確認できる